# Predmier
Predmier (ungarisch Peredmér – bis 1907 Predmér) ist eine Gemeinde im Nordwesten der Slowakei mit 1363 Einwohnern (Stand 31. Dezember 2024), die zum Okres Bytča, einem Teil des Žilinský kraj gehört.

## Geographie

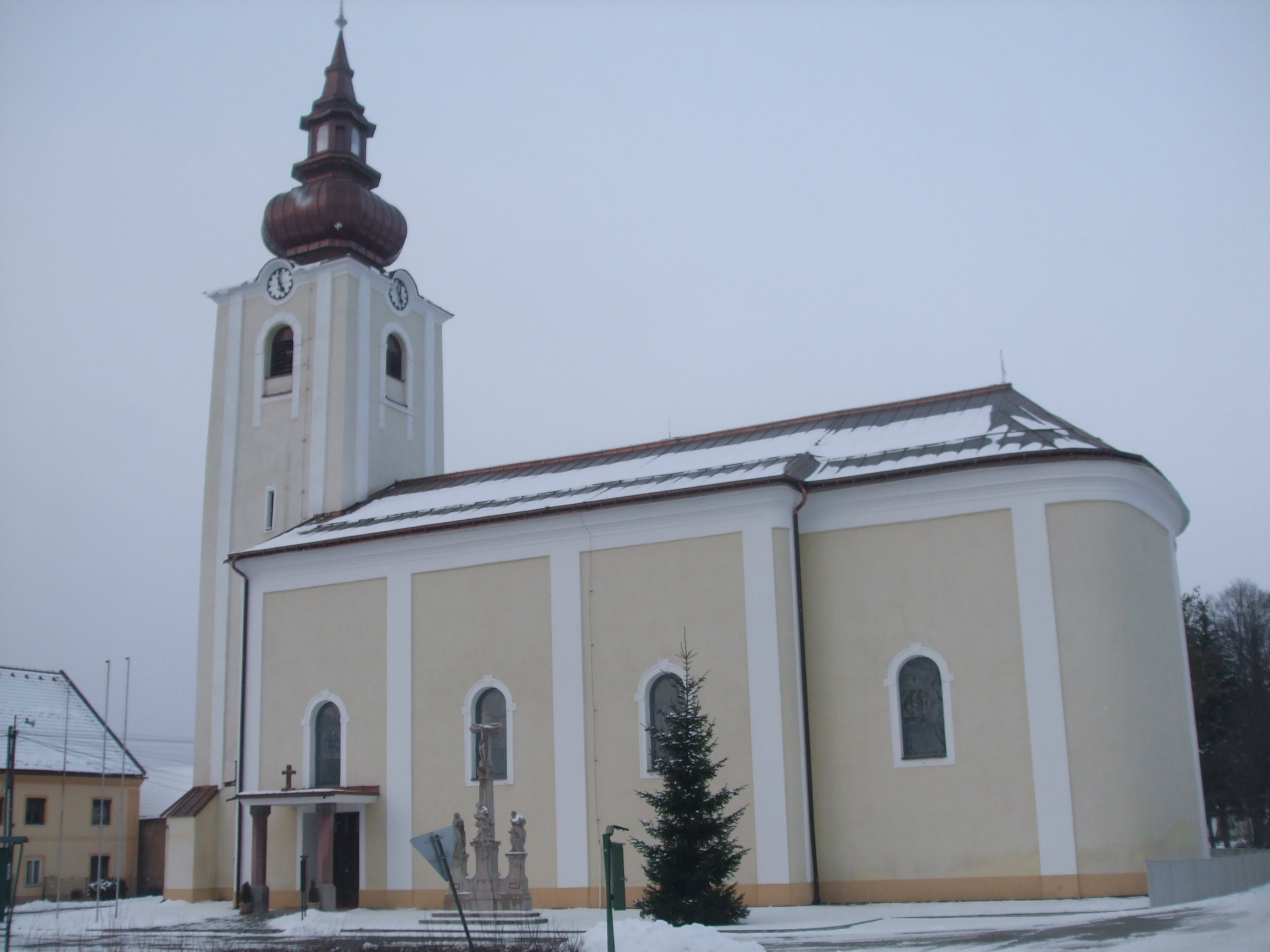
Galluskirche im Ort

Die Gemeinde befindet sich im Talkessel Bytčianska kotlina am Bach Hradnianka, an einer Flussterrasse der Waag. Umgeben wird der Ort von den Gebirgen Javorníky und Súľovské vrchy. Das Ortszentrum liegt auf einer Höhe von 301 m n.m. und ist fünf Kilometer von Bytča entfernt.

## Geschichte
Der Ort wurde zum ersten Mal 1193 schriftlich erwähnt.

## Bevölkerung
| Jahr                | 1994 | 2004    | 2014    | 2024    |
| ------------------- | ---- | ------- | ------- | ------- |
| Anzahl der Personen | 1335 | 1350    | 1364    | 1363    |
| Unterschied         |      | +1,12 % | +1,03 % | −0,07 % |

| Jahr                | 2023 | 2024    |
| ------------------- | ---- | ------- |
| Anzahl der Personen | 1359 | 1363    |
| Unterschied         |      | +0,29 % |

Ergebnisse der Volkszählung 2001 (1347 Einwohner):
| Nach Ethnie: - 99,11 % Slowaken - 0,45 % Tschechen - 0,07 % Polen | Nach Konfession: - 96,07 % römisch-katholisch - 1,93 % konfessionslos - 1,56 % keine Angabe - 0,22 % evangelisch |

## Bauwerke
- römisch-katholische Galluskirche von 1799, erbaut an der Stelle einer Holzkirche
- Landschloss, erbaut im 19. Jahrhundert
- ursprünglich Renaissance-Postgebäude aus dem 17. Jahrhundert
- Statue von Milan Rastislav Štefánik von 1930

## Söhne und Töchter der Gemeinde
- Jozef Ignác Bajza (1755–1836), Schriftsteller, Autor des ersten slowakischsprachigen Romans